# 弗朗西斯科·莫拉桑
何塞·弗朗西斯科·莫拉桑·奎萨达（西班牙語：José Francisco Morazán Quezada；1792年10月3日—1842年9月15日），洪都拉斯國父、将军和政治家，中美洲联邦共和国总统（1830年—1839年），并曾担任过洪都拉斯、危地马拉、萨尔瓦多和哥斯达黎加的国家元首。

## 生平
莫拉桑出生于特古西加尔巴的一户科西嘉贵族移民家庭，他自学成材，掌握了法语。因此其思想深受孟德斯鸠和卢梭的影响，军事上主要追随其科西嘉同乡拿破仑·波拿巴。
1821年，中美洲宣布自西班牙统治下独立的时候，莫拉桑正在担任特古西加尔巴市长的助理。当时，特古西加尔巴倾向于建立独立的中美洲共和国，但附近的科马亚瓜市长却主张与墨西哥合并。两个城市因此交兵，莫拉桑作为一名志愿者参加了特古西加尔巴的自卫军队，很快成为一名领导者。虽然特古西加尔巴等城市奋勇抵抗，但是中美洲还是于1822年被墨西哥统治者阿古斯汀·德·伊图尔维德征服。
莫拉桑此后转入地下活动，参与了中美洲1823年摆脱墨西哥统治的运动。1824年，其叔父狄奥尼西奥·德·埃雷拉建立独立的洪都拉斯共和国，莫拉桑被任命为共和国政府秘书长。成功摆脱墨西哥人之后，洪都拉斯、危地马拉、萨尔瓦多、尼加拉瓜和哥斯达黎加五国代表在危地马拉首都危地马拉城召开会议，议定国体。在会议中，主张联邦制的自由党人压倒了主张单一制的保守党人，决定成立中美洲联邦共和国。
1825年，曼努埃尔·何塞·阿尔塞在自由党的支持下当选中美洲联邦共和国首任总统，但是不久阿尔塞即倒向保守派，于1826年强行解除了支持自由党的危地马拉邦总督职务。被自由党控制的萨尔瓦多因此宣布脱离联邦，招致阿尔塞的武装入侵，中美洲内战开始。
1827年，阿尔塞派遣华斯托·米拉率领200名军人前往洪都拉斯，在科马亚瓜的支持下攻打狄奥尼西奥·德·埃雷拉控制的特古西加尔巴。莫拉桑作战不利，被俘，米拉顺利击败并俘虏埃雷拉，自任为洪都拉斯邦总督。莫拉桑乘隙越狱成功，正当他准备流亡墨西哥的时候，自由党命令其指挥一支成立于尼加拉瓜雷昂的部队。莫拉桑接受了挑战，并在11月11日率领这支小部队一举击溃了米拉，11月27日，莫拉桑占领科马亚瓜，宣布成为洪都拉斯的统治者。他传奇般的胜利，使得他成为了自由党实际上的军事领袖，不久，他又率军驱逐了萨尔瓦多境内的阿尔塞势力，成为了萨尔瓦多的统治者。
1829年，莫拉桑率洪都拉斯和萨尔瓦多联军占领危地马拉城，阿尔塞被推翻，次年，莫拉桑当选为新一任的中美洲总统。当政后，莫拉桑实行了一系列的改革措施，如政教分离、人人平等、言论自由等，并放逐了所有不与新政权合作的神职人员。1834年，莫拉桑将中美洲的首都从保守势力浓厚的危地马拉城迁往自由派堡垒圣萨尔瓦多。次年，由于当选总统何塞·德·巴列在就任前病逝，莫拉桑连任总统。
不久，拉斐尔·卡雷拉在保守派的支持下率领印地安人发动叛乱，控制了大部分的危地马拉，并以游击战术对抗前来讨伐的联邦军队。在卡雷拉的影响下，中美洲多处爆发了叛乱。1838年4月，卡雷拉宣布危地马拉永久退出中美洲联邦。不久，中美洲国会被迫宣布各邦可以自行决定是否退出联邦，于是各邦纷纷退出。1839年莫拉桑任满后，全国大选未能如期举行，仅有萨尔瓦多承认他的统治权利。虽然莫拉桑多次以少胜多，但是卡雷拉的保守势力不断增长。1840年，卡雷拉占领圣萨尔瓦多，莫拉桑被迫流亡哥伦比亚。
1842年，莫拉桑登陆哥斯达黎加，成功推翻了刚刚自称“终身统治者”的布劳略·卡里略，试图以此为基地重建中美洲联邦，但是不久即被推翻；9月15日，即中美洲联邦共和国成立纪念日的当天被处决。
莫拉桑死后，被洪都拉斯和萨尔瓦多奉为民族英雄，两国各有一个省以其名字命名，即洪都拉斯的弗朗西斯科·莫拉桑省和萨尔瓦多的莫拉桑省。

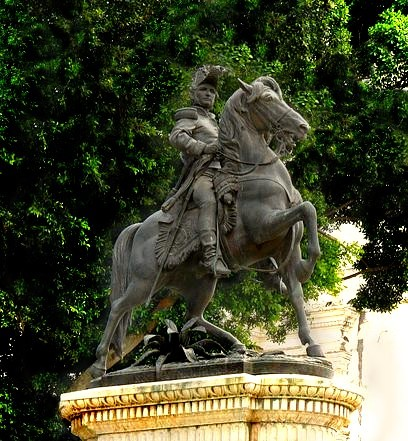
德古斯加巴中央廣場的莫拉桑騎馬像

## 生平传记
- Morazán, Laurel sin Ocaso Volumen II, by Miguel R. Ortega
- Central America and Mexico, by Alcee Fortier, John Rose Ficklen
- Incidents of Travel in Central America, Chiapas and Yucatan, by John Lloyd Stephens